# Parkpop

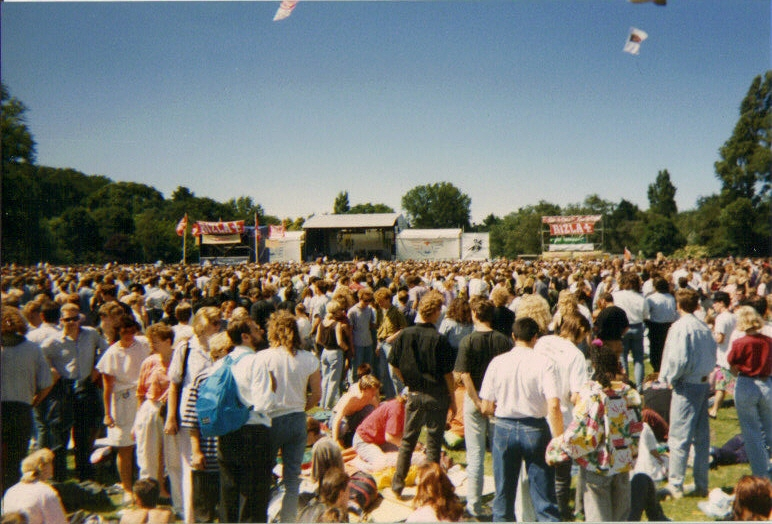
Parkpop 1990, tijdens het optreden van Faith No More, met de cover War Pigs van Black Sabbath / Ozzy Osbourne

Parkpop was een gratis muziekfestival dat tot en met 2022 jaarlijks plaatsvond in het Zuiderpark in Den Haag op een zondag in juni, maar werd niet gehouden in 2020 & 2021 vanwege de coronacrisis in Nederland. De eerste editie was in 1981 en trok 35.000 bezoekers. In 2022 werd het festival gehouden op het Malieveld. Eind dat jaar werd bekendgemaakt dat de editie van 2023 niet door kon gaan vanwege financiële tegenslagen. Op 21 juli 2023 maakte de organisatie bekend dat het doek definitief viel voor Parkpop, daarmee kwam na 40 jaar een einde aan het evenement.

## Geschiedenis
Parkpop was lang het grootste gratis toegankelijke popfestival van Europa (tegenwoordig is dat Przystanek Woodstock in Polen). Het ontstond als compromis tussen twee festivals, die in 1980 werden georganiseerd, te weten Maliepop (Evenementenbureau AHC) en Noordzeepop (onder andere Stichting D'Job). Aanvankelijk had Maliepop enkel een gratis concert van Golden Earring moeten worden, maar dit werd later gewijzigd in een festival met meerdere groepen. Naast Golden Earring, traden ook nog op "New Adventures", "Gruppo Sportivo", "Tutti Frutti", "Dr. Pop", "Urban Heroes" en "Iquana". Het festival trok 10.000 bezoekers.
De grootste geldschieter en vergunningverlener was de gemeente Den Haag. Deze stelde, dat er in 1981 slechts plaats zou zijn voor één festival en verzocht Evenementenbureau AHC om in overleg met de Stichting D'Job te treden om te komen tot één festival. Uitgangspunten voor het nieuwe festival waren: grote groeikansen, gratis toegankelijkheid, promotie voor de stad Den Haag en een duidelijke naamgeving.
John van Vueren, jarenlang de vaste programmeur, is in 1996 overleden aan de gevolgen van kanker.
Parkpop kende jarenlang twee hoofdpodia. In de jaren negentig kwam daar het Haagse Podium bij. In 2018 kreeg het festivalterrein een nieuwe indeling. Er kwam één groot open podium voor de populaire bands. Daarnaast kwam een grote tent, met een muziekprogramma dat meer voor de liefhebber is. Het Haags Podium bleef gehandhaafd.
Op 21 juli 2023 maakte de organisatie bekend af te zien van het realiseren van toekomstige edities. Al jaren bleek dat het organiseren van grootschalige gratis toegankelijke festivals financieel steeds moelijker werd. Ook Parkpop was al langere tijd verliesgevend en meerdere pogingen om die ontwikkeling te doorbreken, waren mislukt. Kosten voor programma en productie waren sterk gestegen en ook de, over het algemeen zeer begrotelijke, veiligheidseisen namen toe. Daarbij kwamen de stijgende kosten na de coronapandemie en de stijgende energieprijzen.
Daarom had de organisatie voor 2023 een rustperiode ingelast, om te onderzoeken of de overstap naar een betaald Parkpop vanaf 2024 realistisch zou zijn. Alhoewel het onderzoek liet zien dat het publiek een ontwikkeling in deze richting niet volledig zou afwijzen, verwachtte men wel dat Parkpop middels een zeer lage entree bereikbaar zou blijven voor een groot publiek. Aan de andere kant zou Parkpop zich programmatisch onvoldoende kunnen onderscheiden om haar landelijke positie zeker te stellen en zou de bedrijfsvoering vanuit deze uitgangspositie een zeer onzekere factor blijven. Om deze reden had de organisatie besloten af te zien van het realiseren van toekomstige edities. De viering van 40 jaar Parkpop in 2022 was volgens de organisatie een goede afsluiting van een mooie traditie; wellicht een goed moment om op zoek te gaan naar nieuwe Haagse tradities.

### Parkpop Saturday Night
Sinds 2014 organiseerde Parkpop jaarlijks een muziekavond in het Zuiderpark aan de vooravond van Parkpop. Dit festival, oorspronkelijk Night at the Park geheten, was niet gratis, en bood plaats aan 30.000 bezoekers. Al vanaf de tweede editie in 2015 raakte dit festival snel uitverkocht. Vanaf 2018 werd dit festival Parkpop Saturday Night genoemd.

### Parkpop Downtown
In 2017 vond in het Popdistrict van Den Haag op de Grote Markt en het Paard de eerste editie plaats van Parkpop Downtown. Hiermede was het Parkpop Weekend geboren, drie dagen pop en rock onder de noemer Parkpop Weekend.

## Artiesten

### 1981 tot 1989

#### 1981
Op 5 juli 1981 werd de eerste Parkpop georganiseerd. Met optredens van Deutsch Amerikanische Freundschaft (D), Barrelhouse (NL), Gruppo Sportivo (NL), Mecano (NL), Tigers Of Pan Tang (GB), Killing Joke (GB) en The Beat (GB).

#### 1982
35.000 toeschouwers zagen op zondag 4 juli de Margriet Eshuys Band, Toontje Lager, Boomtown Rats, Comsat Angels, Tank, Huang Chung, The Fixx, Zygo, Hollands Glorie en Van Dale.

#### 1983
3 juli 1983. Met optredens van Marillion, Diamond Head, Joseph Bowie & Defunkt, Paul Carrack, Nick Lowe, Mari Wilson, Roman Holiday, Jan Rot Extra, Powerplay, Barrelhouse, Booster en Hegt.

#### 1984
1 juli 1984. Met optredens van The Perfect Zebras, Ian Dury, Amazulu, The Dolly Dots, Margriet Eshuijs, Raiders of the Last Corvette, The Sound, The Cry feat. John Watts en Chief Ebenezer Obey. Vanwege plankenkoorts verscheen Ian Dury een uur te laat op het podium.

#### 1985
30 juni 1985. Met optredens van George Kooymans, The Untouchables, Midnight Oil, Orchestral Manoeuvres in the Dark, Aswad, Hugh Masekela, Wolf Maahn & Deserteure, Raymond van het Groenewoud, De Dijk, The Bluebells, Gianna Nannini en Téléphone.

#### 1986
29 juni 1986. Met optredens van Madness, The Bangles, The Frankie Miller Band, INXS, Ten Ten, Gill Scott-Heron & Amere Facad, I've Got The Bullets (met zangeres Frédérique Spigt), Kissing The Pink, Tröckener Kecks, Do.Ré.Mi en Doctor & The Medics. Het festival werd dat jaar gesponsord door de Nutsspaarbank en de Nederlandse Zuivel Organisatie.

#### 1987
28 juni 1987. Met optredens van Los Lobos, Curtis Mayfield, Katrina & The Waves, Def Leppard, Steve Earle & The Dukes, That Petrol Emotion, Troublefunk, Deacon Blue, The Bombitas, The Sound, Maarten Peters & The Dream en Icicle Works.

#### 1988
26 juni 1988. Met optredens van T'Pau, Mory Kante, The Church, Aztec Camera, Green on Red, House of Love, Gringos Locos, Brendan Croker, Billy Falcon, K.D. Lang, The Nits en The Boxx. Nieuw was het 'derde veld', een themapodium met skateboarders, rappers, breakdancers en als band Three Wize Men.

#### 1989
25 juni 1989. Met optredens van Urban Heroes (vervangers van Kevin McDermott Orchestra), Kristi Rose & The Midnight Walkers, Golden Earring, Living Colour, Jim Capaldi & Friends, Aswad, Vengeance, Then Jericho, London Beat, New Model Army, Flaco Jimenez en Litte Steven & The Disciples of Soul.

### 1990 tot 1999

#### 1990
Met optredens van Carmel, Gary Moore, Grace Kairos, Larry McCray, The Blow Monkeys, The Hummingbirds, The Scene, Faith No More, Clouseau en Fatal Flowers. Vanwege een belangrijke voetbalwedstrijd van het Nederlands voetbalelftal tijdens het WK 1990, gingen veel mensen voor het concert van Gary Moore al naar huis.

#### 1991
Met optredens van onder anderen The Silencers, Dread Zeppelin, John Mayall en The Bluesbreakers.

#### 1992
Met optredens van onder anderen The Scene, Chris Whitley en Angela & The Rude. Deze editie was met 500.000 bezoekers het best bezocht.

#### 1993
27 juni 1993. Met optredens van onder anderen Jan Akkerman, The Shamen, Beatcream, Robert Plant en Gotcha!.

#### 1994
21 augustus 1994. Met optredens van onder anderen Manic Street Preachers, The Scene, 2 Unlimited, Steve Lukather, Hans Dulfer, Urban Heroes en Mau Mau.

#### 1995
25 juni 1995. Met optredens van onder anderen De Dijk, Golden Earring, The Pilgrims, Stiltskin, Sparks, Mike and the Mechanics, Ten Sharp en Terence Trent D'Arby.

#### 1996
30 juni 1996. Met optredens van onder anderen K's Choice, Neneh Cherry, Deep Blue Something, Van Dik Hout, Marco Borsato & Droomband.

#### 1997
Met optredens van onder anderen Total Touch, Shaggy, G.Love & Special Sauce, Rowwen Hèze en Jan Akkerman Band.

#### 1998
Met optredens van onder anderen Skik, Robbie Williams, Dave Matthews Band en Anouk.

#### 1999
27 juni 1999. Met optredens van onder anderen Acda & De Munnik, Blondie, Caesar (band) en Supersub.

### 2000 tot 2009

#### 2000
18 juni 2000. Met optredens van onder anderen Racoon, BLØF, Bloodhound Gang, Kane, Leningrad Cowboys, Band Zonder Banaan, Bomfunk MC's, Rowwen Hèze, Anouk DJ Tiësto en Rich Wyman.

#### 2001
24 juni 2001. Met optredens van onder anderen Johan, De Heideroosjes, Ilse DeLange, Anouk, Venice, Wipneus en Pim en Fun Lovin' Criminals.

#### 2002
30 juni 2002. Met optredens van onder anderen Within Temptation, The Dandy Warhols, Suzanne Vega, DI-RECT en Levellers.

#### 2003
28 juni 2003. Met optredens van onder anderen Brainpower, De La Soul, Krezip en Youssou N’Dour. Naast de twee hoofdpodia waarop 12 nationale en internationale groepen worden geprogrammeerd is er sinds dit jaar een Locals Only podium waarop 14 aanstormende talenten de kans krijgen zich aan het grote publiek te presenteren.

#### 2004
27 juni 2004. Met optredens van onder anderen The Gathering, The Stranglers, Beth Hart en Nits.

#### 2005
26 juni 2005. Met optredens van onder anderen Ali B, Gabriel Rios, Fish,Killing Joke, De Dijk, Elvis Costello & the Imposters, Typhoon, Haagse Beatnach (met o.a. Evert Nieuwstede-Urban Heroes) en Within Temptation.

#### 2006

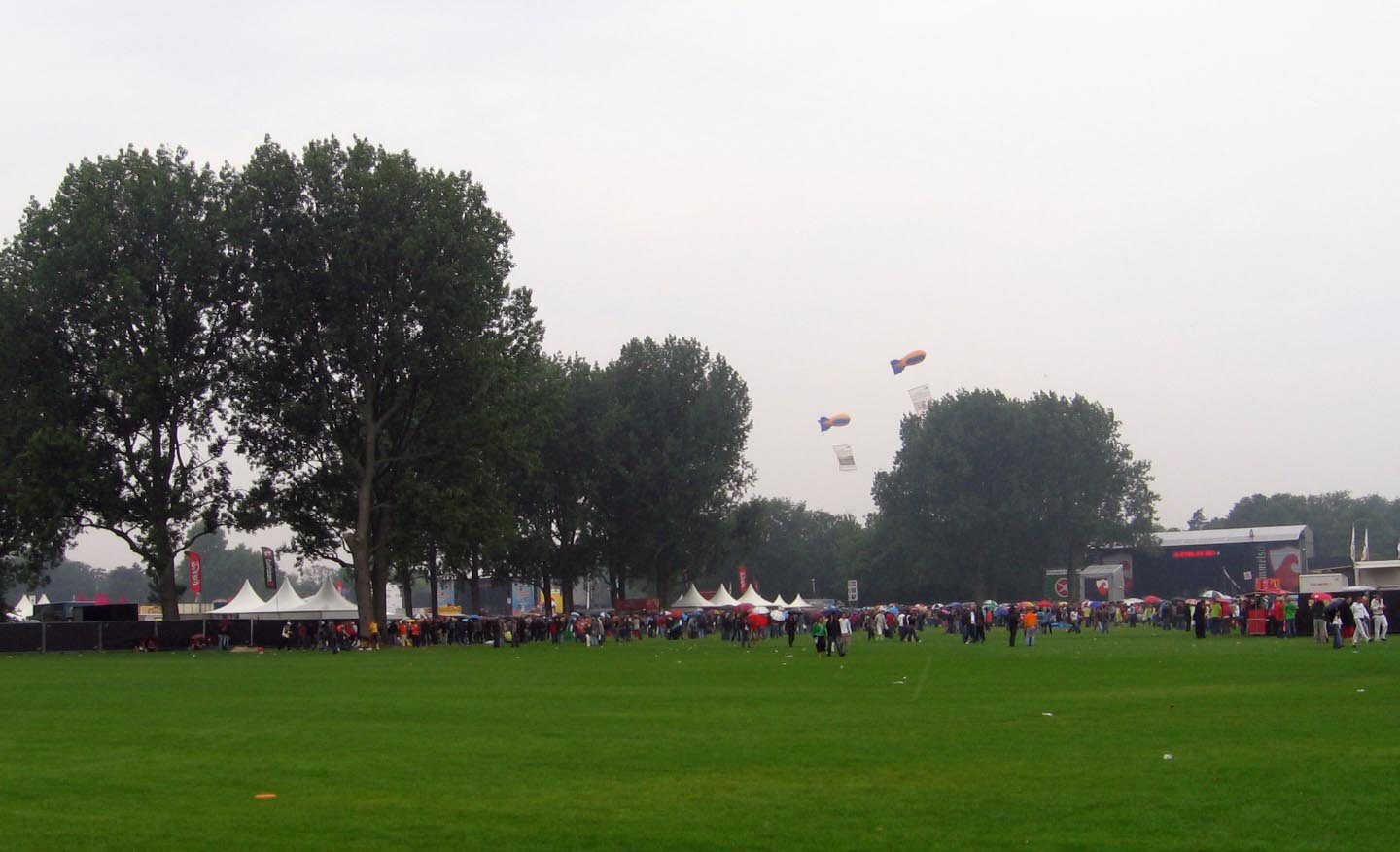
Parkpop 2006

25 juni 2006. Met optredens van onder anderen DI-RECT, GEM, Ilse Delange, Infadels, Kaizers Orchestra, Kelis, The Kooks, Melanie C., Normaal, The Partysquad, Postman en The Sheer. Ondanks de regen werd het programma niet aangepast. Alleen het optreden van DI-RECT werd een half uur vervroegd, wegens de WK-wedstrijd Portugal - Nederland. Parkpop eindigt nu om 21.00 uur. Dit jaar werd Parkpop live uitgezonden via Nederland 3, 3FM en de regionale omroep RTV West. Giel Beelen en Andrew Makkinga deden de presentatie op Nederland 3. Vanwege de regen waren er slechts 175.000 bezoekers; de helft van het jaar daar voor.

#### 2007
24 juni 2007. Met optredens van onder anderen Kim Wilde, Maria Mena, Beef en Johan.

#### 2008

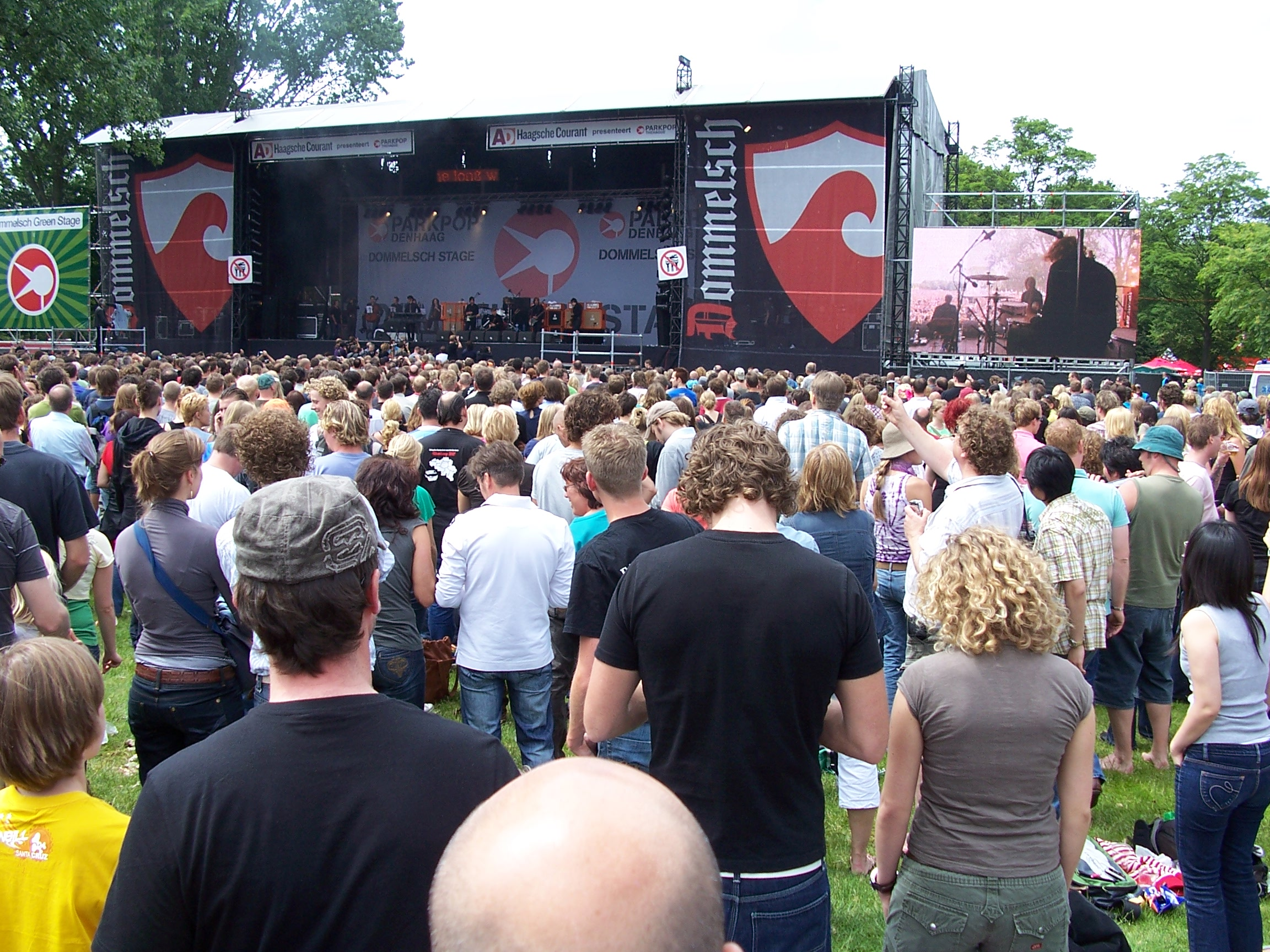
Parkpop 2008

29 juni 2008. Met optredens van onder anderen Jason Mraz, Racoon, Sheryl Crow, Kula Shaker, Orishas, Moke, Mala Vita en Kleine Jay. In verband met de finale van het EK 2008 was het festival om 20.30 uur afgelopen, in plaats van 21.30 uur in 2007.

#### 2009
28 juni 2009. Met optredens van onder anderen De Staat, The Pretenders, Milow, Sabrina Starke, Shantel & Bucovina Club Orkestar, Ed Kowalczyk (Live), Boris, Skatalites, Dio & Sef, Maikal X, Guus Meeuwis, Buzzcocks, Habib Koité & Bamada, Magic System en M.O. & Brakko.

### 2010 tot 2019

#### 2010
27 juni 2010. Met optredens van onder anderen Nick Lowe, Juliette Lewis, Alpha Blondy, Nena, Danko Jones, 30 Jaar Parkpop (met o.a. Evert Nieuwstede-Urban Heroes) en Alphabeat. De burgemeester, politie en justitie besloten dat Snoop Dogg niet mocht optreden. De organisatie gaf hier gehoor aan. In zijn plaats zou aanvankelijk Beenie Man optreden maar dit werd op grond van diens rabiate antihomo-uitspraken door Parkpop zelf geschrapt. Uiteindelijk was Alpha Blondy de vervangende act.

#### 2011
26 juni 2011. Met optredens van onder anderen The Crookes, The Deaf, Go Back to the Zoo, Memphis Maniacs, Graffiti6, Tim Knol, Jamie Cullum, DI-RECT en La Pegatina. Hoewel er maar twee podia waren (Staedion en Jupiler, kwamen er ruim 275.000 bezoekers.

#### 2012
24 juni 2012. Met optredens van onder anderen Kraantje Pappie, The Asteroids Galaxy Tour, Bettie Serveert, Blaudzun, Amy MacDonald, Adam Ant en Boyce Avenue. Onder anderen door het tegenvallende weer waren er minder bezoekers; ondanks de regen ruim 150.000 bezoekers.

#### 2013
30 juni 2013. Met optredens van onder anderen Sinead O'Connor, Dexy's Midnight Runners, Barry Hay, The Handsome Poets, Skip&Die, Bob Geldof, Urban Heroes & Special Guests en De Kraaien. Er kwamen ruim 250.000 bezoekers.

#### 2014
29 juni 2014 traden op het Staedion Stage We Were Evergreen, Eefje de Visser, Gers Pardoel, Coely, Jonny Lang en 10cc op, op het Jupiter Stage traden Dudettes, de Global Battle of the Bands (GBOB) winnaars, Djaikovski ft. TH Wonder, Epica, Honggai en Kensington op en op het Haags Podium Hallo Venray, Monkey Miracular ft. Koen Herfst, Piñata, Friends of the Family, The Blues Junkies en Kern Koppen.
Sinds deze editie organiseert de Parkpoporganisatie jaarlijks op zaterdag een festival voorafgaand aan de Parkpopzondag, Night at the Park. Dit is geen gratis festival. Tijdens NATP 2014 traden De Staat, Madness, Van Dik Hout, De Kraaien en Golden Earring op. Er kwamen ongeveer 15.500 bezoekers.

#### 2015

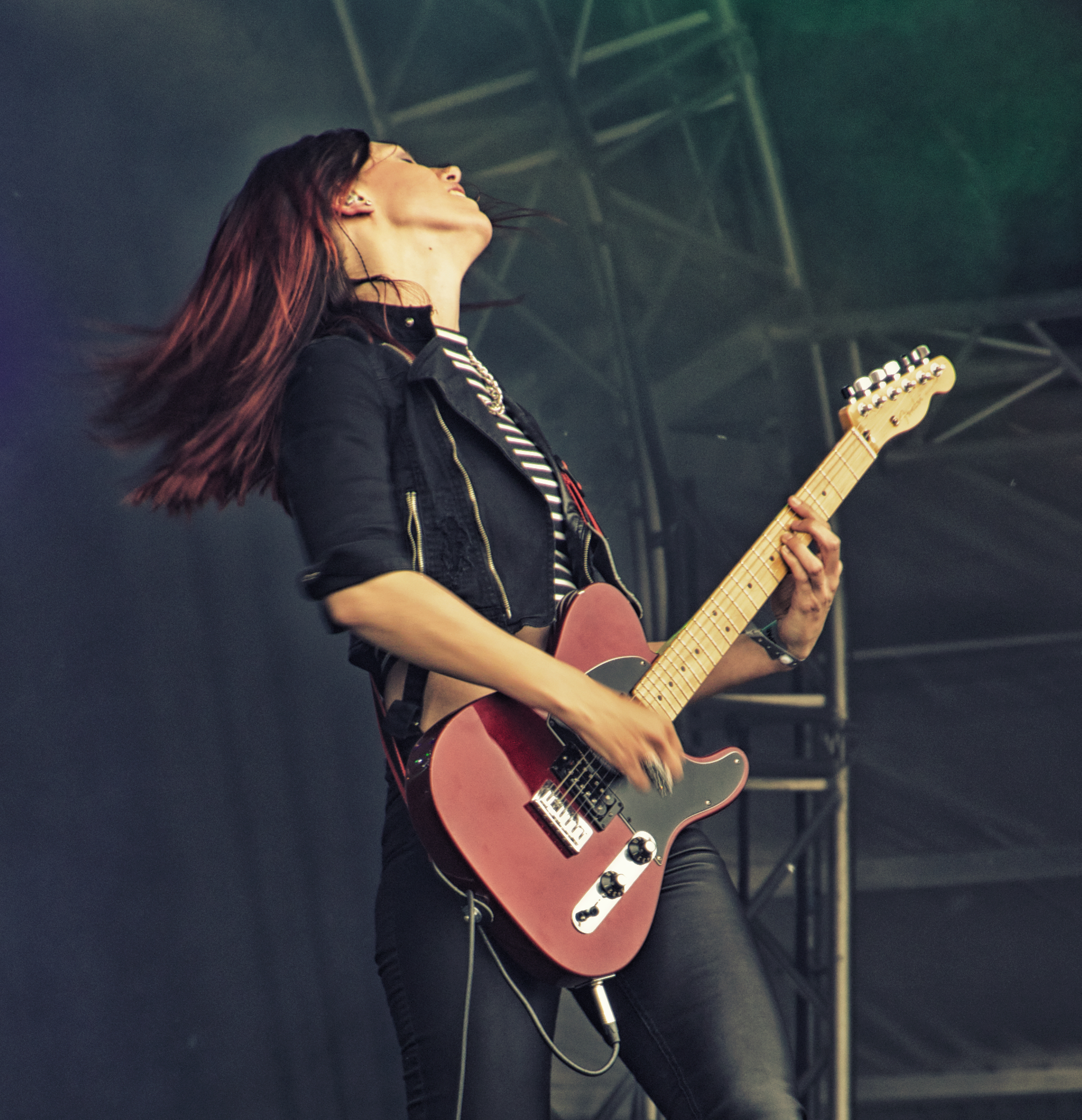
Gitariste Matilda Oroši van Luminize tijdens het optreden op Parkpop 2015

Op 28 juni 2015 traden op Parkpop onder meer Frans Bauer, Orchestral Manoeuvres in the Dark, Chef'Special, The Elementary Penguins, Luminize en Ben Miller Band op. Er kwamen ca. 225.000 bezoekers.
Tijdens Night at the Park, op de zaterdag voor Parkpop, traden Duran Duran, UB40, K's Choice, Splendid, Abba Gold en De Dijk op. Deze tweede editie van NatP was uitverkocht (30.000 bezoekers), en kwam vooral in het nieuws door de dood van bezoeker Mitch Henriquez.

#### 2016
De editie van 2016 werd gehouden op zondag 26 juni. Onder meer Jett Rebel, K's Choice, Typhoon, Billy Ocean, Marky Ramone en De Kraaien traden op. Deze editie trok ca. 278.000 bezoekers.
Op zaterdag 25 juni traden tijdens Night at the Park Holly Johnson, Racoon, Anastacia en Slade op. Er kwamen 30.000 bezoekers, waarmee het betaalde festival opnieuw was uitverkocht.

#### 2017
De editie van zondag 25 juni 2017 trok minder bezoekers dan andere jaren, ca. 200.000. De bezoekers zagen onder meer La Pegatina, Causes, The Baseballs, Broederliefde, Alison Moyet, Dool en De Règâhs optreden.
Tijdens Night at the Park, op zaterdag 24 juni, traden onder meer Garland Jeffreys, Diesel, Paul Young, Level 42 en Mirage op. Deze editie was met 30.000 bezoekers wederom uitverkocht.

#### 2018
Parkpop 2018 was op zondag 24 juni. Er waren optredens van onder meer De Jeugd van Tegenwoordig, Roachford, Danny Vera, DeWolff, The Analogues, The Fratellis en BLØF. De 38ste editie trok 200.000 bezoekers.
Vrijdagavond was er Parkpop Downtown in de Haagse binnenstad. Bij Parkpop Saturday Night zag het betalende publiek onder meer Kim Wilde, Clouseau, Melanie C., Jason Donovan, De Dijk, Martijn, Hot Chocolate en Time Bandits.

#### 2019
In 2019 vond de 39e editie van Parkpop plaats op zondag 30 juni, met optredens van o.a. Ilse DeLange, Ronnie Flex, Waylon (zanger), Walk off the Earth en Jett Rebel. Op vrijdagavond 28 juni stond de Haagse binnenstad geheel in het teken van muziek met Parkpop Downtown 'Girls (who) Rock', in samenwerking met Shopping Night Den Haag. Gevolgd door de betaalde festivalavond, Parkpop Saturday Night, waar o.a. Skunk Anansie, Tears for Fears, Nile Rodgers & Chic en Cypress Hill in het Haagse Zuiderpark stonden.

### 2020 tot en met 2022

#### 2020 en 2021
Vanwege de coronapandemie werd Parkpop in 2020 en 2021 niet gehouden. Ter gelegenheid van 40 Jaar Parkpop, verscheen in 2020 wel de docu film: 'Together @ Home' met interviews/footage van meer dan 10 Haagse popartiesten die meerdere keren op Parkpop hadden opgetreden (met o.a. Evert Nieuwstede-Urban Heroes).

#### 2022
De 40e editie van Parkpop vond plaats op zondag 12 juni. Dit was de eerste keer dat het festival op het Malieveld werd gehouden. Optredende artiesten waren onder meer Donnie XL, Maan, DI-RECT en UB40 featuring Ali Campbell. UB40 featuring Ali Campbell was dat jaar de hoofdact.

## Aantal bezoekers
| Jaar | Aantal bezoekers |
| ---- | ---------------- |
| 1981 | 35.000           |
| 1983 | 50.000           |
| 1984 | 60.000-70.000    |
| 1985 | 100.000          |
| 1986 | onbekend         |
| 1987 | 200.000          |
| 1988 | 215.000          |
| 1989 | 300.000          |
| 1990 | 450.000          |
| 1991 | 400.000          |
| 1992 | 500.000          |
| 1993 | 400.000          |
| 1994 | 350.000          |
| 1995 | 350.000          |
| 1996 | onbekend         |
| 1997 | 200.000          |
| 1998 | 300.000          |
| 1999 | 325.000          |
| 2000 | onbekend         |
| 2001 | onbekend         |
| 2002 | 400.000          |
| 2003 | 375.000          |
| 2004 | 350.000          |
| 2005 | 350.000          |
| 2006 | 175.000          |
| 2007 | 175.000          |
| 2008 | 250.000          |
| 2009 | 275.000          |
| 2010 | 250.000          |
| 2011 | 275.000          |
| 2012 | 150.000          |
| 2013 | 250.000          |
| 2014 | onbekend         |
| 2015 | 225.000          |
| 2016 | 278.000          |
| 2017 | 200.000          |
| 2018 | 200.000          |
| 2019 | 200.000          |
| 2020 | afgelast         |
| 2021 | afgelast         |
| 2022 | 250.000          |
| 2023 | geen editie      |